# 櫛田健児
櫛田 健児（くしだ けんじ、1978年12月30日- ）は、日本のノンフィクション作家、政治経済学者。東京都出身。アメリカンスクール・イン・ジャパン、スタンフォード大学卒業。カリフォルニア大学バークレー校政治学博士。
父親が日本人で母親がアメリカ人のハーフ（ダブル、ミックスとも言う）。
インターナショナルスクールやバイリンガル、バイカルチャーといったテーマを一般社会に広く紹介する本の著者。
カリフォルニア大学バークレー校政治学部博士。
スタンフォード大学アジア太平洋研究所 で日本研究員として情報産業や政治経済を研究。

## 主な著書
- 『バイカルチャーと日本人　英語力プラスαを探る』（2006年、中公新書ラクレ）
- 『OB トーク　インターナショナルスクール入門』（2008年、扶桑社）
- 『インターナショナルスクールの世界（入門改訂版）』(2013年、アマゾンキンドル電子書籍）
- 『バイカルチャーと日本人：グローバル人材への道』（アマゾンキンドル電子書籍、2015)（櫛田健児、奥 万喜子　共著）
- 『シリコンバレー発アルゴリズム革命の衝撃Fintech、IoT、Cloud Computing,　AI,　アメリカで起きていること、これから日本で起こること』（朝日新聞出版、2016）